# Индиански войни
Индианските войни (1622 – 1890) са поредица от колониални войни между коренното население на Северна Америка, и в частност на САЩ, с колонизаторите на земите, които обитават. Индианските войни обхващат не само войните на индианците със САЩ, но и предходните с белите заселници на континента.
Войните обхващат периода от началото на американската колонизация до битката при ручея Ундид Ний, последвано от закриването на фронтира (американската индианска граница) през декември 1890 г. В резултат от индианските войни, коренните жители на американския континент са заселени принудително в т.нар. индиански резервати или подложени на насилствена асимилация. В резултат от индианските войни между 1775 и 1890 при около 40 въоръжени конфликта са убити около 45 хил. индианци и 19 хил. бели.